# 劳里菌属
劳里菌属（学名：Laurilia）是木齿菌科下的一个属。

## 下属物种
本属包括以下物种：
- 槽劳里菌 Laurilia sulcata (Burt) Pouzar